# UMSDOS
UMSDOS – system plików dla systemu operacyjnego Linux, który symuluje funkcje specyficzne dla tego systemu (długie nazwy plików, atrybuty dostępu) używając partycji FAT systemu MS-DOS. 
Umożliwia to zainstalowanie systemu Linux bez tworzenia dodatkowej partycji na twardym dysku. Zamiast tego tworzony jest wirtualny system plików na istniejącej partycji FAT. Dodatkowe informacje trzymane są w pliku o nazwie --linux-.---. W każdym katalogu znajduje się jeden taki plik, nie jest on jednak widoczny z poziomu systemu Linux. Z poziomu innych systemów operacyjnych nie obsługujących UMSDOS, a obsługujących FAT, pliki UMSDOS widoczne są jako zwykłe pliki (nazwy w formacie 8.3). Dodatkowo w każdym katalogu widoczny jest plik --linux-.---.
UMSDOS został stworzony z myślą o użytkownikach, którzy nie chcą lub nie mogą stworzyć specjalnej partycji dla systemu Linux. Pozwala na zainstalowanie systemu na komputerach, które mają już zainstalowany jeden z systemów operacyjnych firmy Microsoft używający partycji FAT. Wadą jego jest zmniejszona szybkość działania w stosunku do natywnych systemów plików, jak Ext, Ext2.
Obecnie, z racji powszechnej dostępności tanich dysków twardych o dużej pojemności i zwiększającej się prostoty obsługi instalatorów systemu Linux jego znaczenie jest znikome.
System UMSDOS został zarzucony w jądrze w wersji 2.6.11. Jeżeli występuje konieczność jego użycia, należy skorzystać z linii 2.4.
Nowoczesnym odpowiednikiem działającym w FUSE jest POSIX Overlay Filesystem (posixovl): http://sourceforge.net/projects/posixovl/